# Ptilocephala colossa
Ptilocephala colossa is een vlinder uit de familie zakjesdragers (Psychidae). De wetenschappelijke naam van deze soort is voor het eerst geldig gepubliceerd in 1907 door A. Bang-Haas.
De soort komt voor in Europa.